# Nikolai Gógol

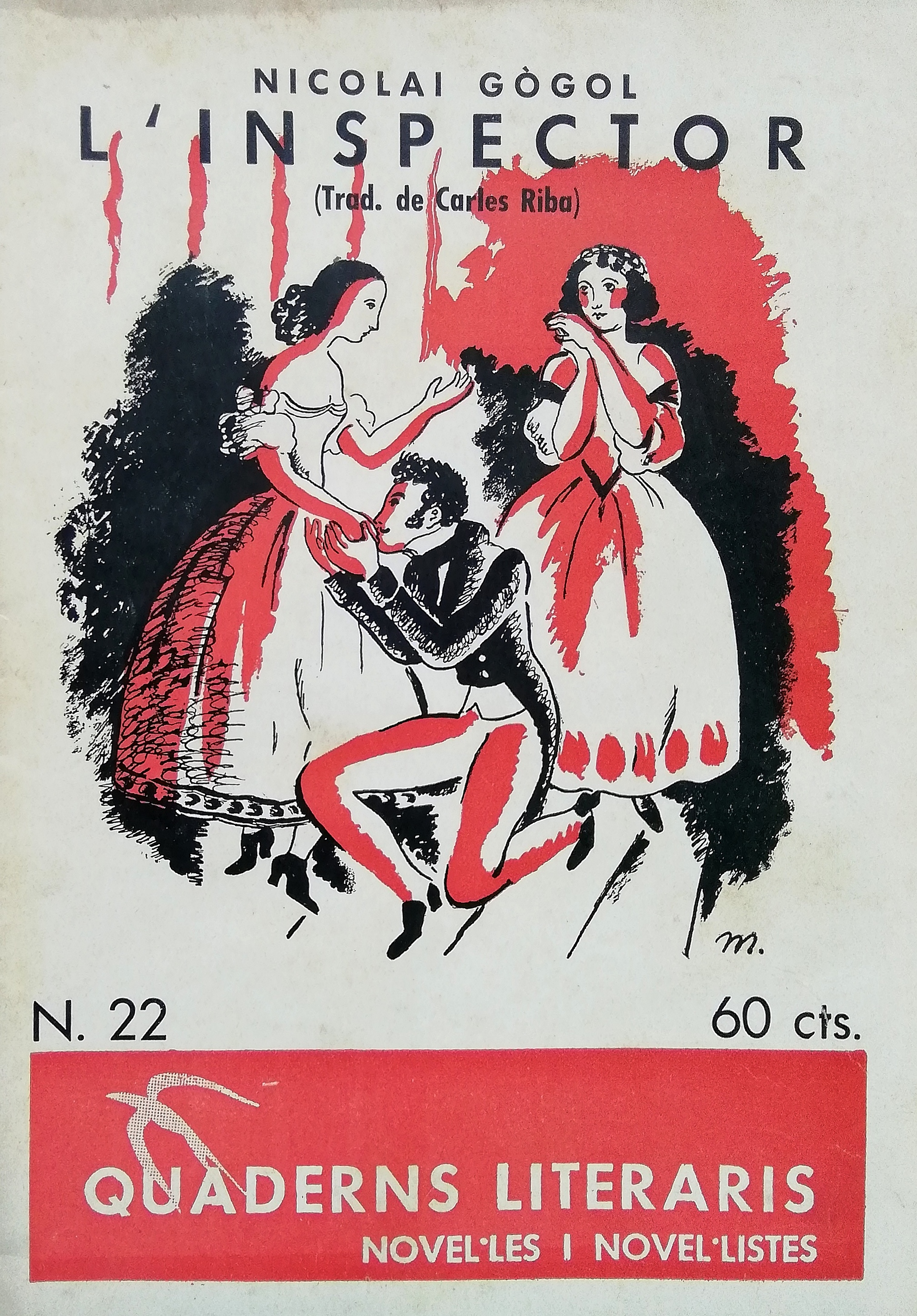
L'Inspector (títol original: Ревизор) comèdia teatral de Nikolai Gògol. Traducció catalana publicada a Barcelona l'any 1934 dins la col·lecció Quaderns Literaris

Nikolai Vassílievitx Gógol (rus: Николай Васильевич Гоголь), o Mikola Vassíliovitx Hòhol (ucraïnès: Мико́ла Васи́льович Го́голь), cognom en néixer Ianovski (rus: Яно́вский, ucraïnès: Яно́вський), nascut a Veliki Soròtxintsi, Poltàvsxina, 1 d'abril [C.J. 20 de març] de 1809, mort a Moscou, 4 de març [C.J. 21 de febrer] de 1852, fou un escriptor, dramaturg i poeta ucraïnès en llengua russa.
De ben jove, es traslladà a Sant Petersburg, on intentà fer d'actor, de pintor i d'historiador, sense gens d'èxit. Derivà cap a la literatura tot conreant uns quants registres i evolucionant des d'un incipient romanticisme fins a l'anomenat realisme crític. La seva obra està amarada de pessimisme i de tortura pel sentiment del pecat, encara que intenti aplicar-hi el lenitiu del sarcasme.
Gogol va ser un dels primers a utilitzar la tècnica del grotesc, en obres com El nas, Viy, L'abric, i Nevsky Prospekt. Aquestes històries, i altres com Diari d'un boig, també han estat destacades per les seves qualitats proto-surrealistes. Segons Víktor Xklovski, l'estrany estil d'escriptura de Gógol s'assembla a la tècnica de desfamiliarització de l'ostranènia. Les seves primeres obres, com Cavallers en una granja a prop de Dikanka, van ser influenciades per la seva educació ucraïnesa, la cultura ucraïnesa i el folklore. La seva obra posterior va satiritzar la corrupció política a la Rússia contemporània (L'Inspector, Ànimes mortes), encara que Gógol també va gaudir del patrocini del tsar Nicolau I, a qui li va agradar la seva obra. La novel·la Taràs Bulba (1835), l'obra de teatre Marriage (1842), i els contes El conte de com Ivan Ivànovitx es va barallar amb Ivan Nikiforovich, El retrat i El carruatge, també es troben entre les seves obres més conegudes.
Molts escriptors i crítics han reconegut la gran influència de Gógol en la literatura russa, ucraïnesa i mundial. La influència de Gógol va ser reconeguda per Fiódor Dostoievski, Mikhaïl Saltikov-Sxedrín, Rinosuc Akutagawa, Franz Kafka, Mikhaïl Bulgàkov, Vladímir Nabókov, Flannery O'Connor i altres. Eugène-Melchior de Vogüé va dir: «Tots nosaltres hem sortit del capot de Gógol».
Els seus treballs més importants són la novel·la o, com ell mateix ho descrivia, el poema èpic en prosa sobre l'heroi ucraïnès Taràs Bulba (1835), la comèdia L'inspector general (1836) i sobretot la novel·la Les ànimes mortes (1842), un gran fresc sobre l'Imperi rus encara feudal que truca a les portes del capitalisme. Escrigué una segona part d'aquesta novel·la, però l'acabà destruint pocs dies abans de morir.

## Biografia
Després de mediocres estudis, aquest fràgil jovencell de rostre eixut va deixar Ucraïna i va trobar un modest treball en una oficina d'un ministeri a Sant Petersburg.
L'any 1829, va fer la seua primera incursió en la literatura, publicant sota pseudònim i a compte d'autor el mediocre poema romàntic Hanz Küchelgarten. Atacat per la crítica, va haver de retirar els exemplars de les llibreries per cremar-los. Després d'aquest fracàs, va «fugir» per primera volta de Rússia i va passar dos mesos al nord d'Alemanya, sota diverses i successives falses excuses. L'any següent, va aparèixer la seua primera novel·la, la Nit de Sant Joan. El 1831 va abandonar l'administració i va esdevenir professor d'història a l'Institut patriòtic per a filles d'oficials nobles. Es va introduir als medis literaris i va ser presentat a Aleksandr Puixkin, que el va encoratjar a escriure. El seu allunyament d'Ucraïna i la nostàlgia que en resultava li van inspirar les Tardes en una granja (1831-1832). Aquest recull de contes grotescs, irònics i fantàstics, inspirats en la vida dels camperols ucraïnesos, li va guanyar la celebritat.
L'any 1833, va travessar una de les seues crisis morals i místiques que serien tan comunes en ell. Va descobrir-se una vocació d'historiador. Nomenat professor adjunt d'història a la Universitat de Sant Petersburg al juliol del 1834, les seues primeres classes (a les quals va assistir Ivan Turguénev) van provocar l'entusiasme dels alumnes; però el seu interès per la història, així com la seua popularitat com a professor es van apagar ràpidament.
Després d'aquest període, va publicar nombrosos contes, amb els reculls Arabescos (que conté, entre d'altres, La perspectiva Nevski, El retrat i El diari d'un boig) i Mírgorod. El 1836, l'obra de teatre L'inspector general (el tema de la qual li va ser suggerit per Puixkin) va ser aplaudida pels liberals i atacada pels reaccionaris i va conèixer un èxit d'escàndol a Sant Petersburg. No obstant això, una frase atribuïda al tsar Nicolau I va calmar els ànims: «Tothom n'ha rebut segons el seu rang, jo el primer». Gógol es va sentir incomprès, i tan irritat pels que li donaven suport com pels que el criticaven: tots simplificaven i manipulaven el seu pregon pensament, creien que es tractava d'una sàtira política, que l'autor se situava en contra de les institucions, mentre que ell només havia volgut denunciar els vicis i els abusos propis del gènere humà. Completament desassossegat, va fugir i va iniciar les seues peregrinacions arreu d'Europa. Sobre aquesta obra el compositor Werner Egk va musicar una òpera titulada Der Revisor, estrenada el 7 de maig de 1957 a Schwetzinger.
Sobre una altra idea del seu amic Puixkin, havia començat a escriure l'any 1836, tot just abans d'iniciar L'inspector general, la seua gran novel·la Ànimes mortes, la qual en la seua fe cada colp més exaltada en la seua «missió», contemplava com una obra «immensament gran», un «Leviatan», «quelcom que no corresponga a l'obra d'un home ordinari». L'any 1841, va intentar publicar-ne la primera part a Moscou, però va ser prohibida pel comitè de censura. No va ser fins després de la intervenció dels seus amics, i particularment de la senyora Smirnoff, la presentació al comitè de censura de Sant Petersburg i uns quants arranjaments, que va poder aparèixer l'any 1842. A banda de la divertida estafa projectada pel protagonista Txítxikov, aquesta novel·la fa una descripció sense concessions de la Rússia profunda, una sàtira de vegades despietada, però en la qual rau subjacent, de manera permanent, el pregon amor de Gógol per aquest país. La novel·la va provocar de nou l'èxit i l'escàndol.
L'any 1843, la seua passada experiència de mediocre funcionari de ministeri li va inspirar la magnífica novel·la El capot, el protagonista de la qual, Akaki Akàkievitx, ha esdevingut l'arquetip del petit modest funcionari rus.
Les tribulacions i els viatges tornen a començar: Itàlia, França, Alemanya, etc. L'any 1848, va fer un pelegrinatge a Jerusalem. A mesura que la seua salut s'anava degradant, i més encara la percepció que ell tenia del seu estat de salut —perquè sempre es va creure més malalt del que realment era— i que el seu sentiment religiós s'exaltava, va esdevenir més i més místic i conservador.
De retorn a Moscou, va posar-se a treballar en una segona part de Ànimes mortes, a la qual, a la manera de Dant, esperava descriure la redempció de Rússia, sortint de l'infern que ell havia descrit a la primera part de l'obra (n'havia cremat una primera versió l'any 1845). Però el seu estat físic i psíquic empitjorava sense treva. A l'inici de l'any 1852, va cremar a l'estufa de la seua cambra tots els manuscrits inèdits, inclosa la segona part de Les ànimes mortes. Hom no coneix d'aquesta segona part més que quatre capítols trobats entre els papers de l'escriptor, corresponents a la primera versió.
Va morir el 21 de febrer del 1852, debilitat pels dejunis que s'havia autoimposat per defensar-se del diable, entre les mans de metges ineptes que el van tractar amb sangoneres i el van sotmetre a altres teràpies d'una violència inaudita: banys freds, sagnies, micapans. Està enterrat al cementiri de Novodévitxi, a Moscou, prop de Bulgàkov, a qui inspiraria en la redacció de la seua gran obra: El mestre i Margarida.
Si Puixkin és considerat el més gran poeta rus, Gógol és reconegut com el primer gran narrador de Rússia. Segons la sentència d'Eugène-Melchior de Vogüé, erròniament atribuïda a Dostoievski: «Tots nosaltres hem sortit del capot de Gógol».

## Estil

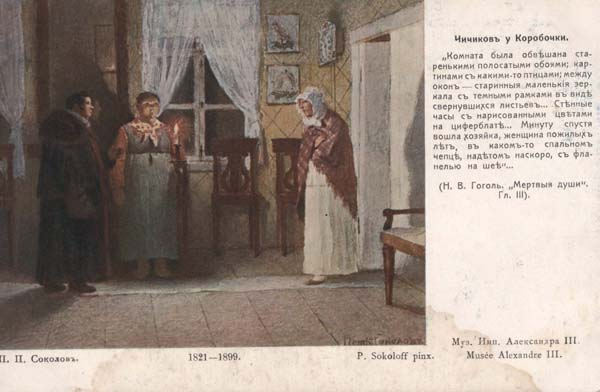
Entre els il·lustradors de Dead Souls hi havia Piotr Sokolov.

D. S. Mirsky caracteritza l'univers de Gógol com «un dels mons més meravellosos, inesperats - en el sentit més estricte, original - mai creats per un artista amb paraules» .
Una característica de l'escriptura de Gógol és la seva visió impressionista de la realitat i la gent. Va veure el món exterior estranyament metamorfosat, un regal singular particularment evident a partir de les transformacions espacials fantàstiques en les seves històries gòtiques, Una venjança terrible i Un lloc escombrat. Les seves imatges de la natura són monticles estranys de detall, que donen lloc a un caos inconnex de les coses: «La seva gent són caricatures, dibuixades amb el mètode del caricaturista - que és exagerar les característiques destacades i reduir-les a un patró geomètric. Però aquests dibuixos animats tenen una convicció, una veracitat, i una inevitabilitat - aconseguida com a norma per petits però definitius cops de realitat inesperada - que sembla capgirar el món visible en si mateix». Segons Andrei Beli, l'obra de Gógol va influir en l'aparició del romanç gòtic, i va servir com a precursor de l'absurdisme i l'impressionisme.
L'aspecte sota el qual el Gógol madur veu la realitat s'expressa per la paraula russa poshlost, que significa quelcom similar a 'trivialitat, banalitat, inferioritat', moral i espiritual, estès en algun grup o societat. Com Sterne abans que ell, Gógol era un gran destructor de prohibicions i il·lusions romàntiques. Va soscavar el romanticisme rus fent regnar la vulgaritat on només el sublim i la bella tenien abans. Caracteristica de Gógol és un sentit de superfluesa sense límits que aviat es revela com a absoluta buidor i una rica comèdia que de sobte es converteix en horror metafísic.
Les seves històries sovint s'entrecreuen patetisme i burla, mentre que El conte de com Ivan Ivànovitx es va barallar amb Ivan Nikiforovitx comença com una farsa alegre i acaba amb el famós dictum «És avorrit aquest món, senyors!».

## Política

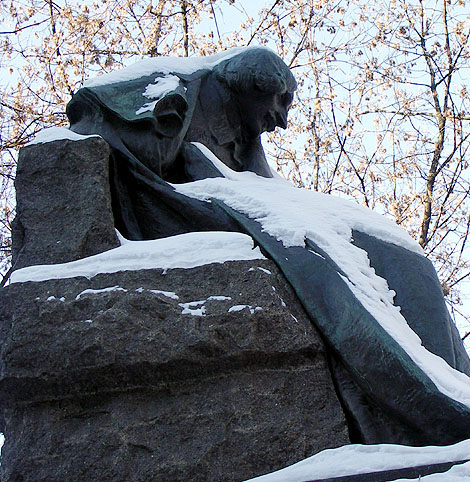
El primer memorial Gógol a Rússia (una estàtua impressionista de Nikolai Andréiev, 1909).

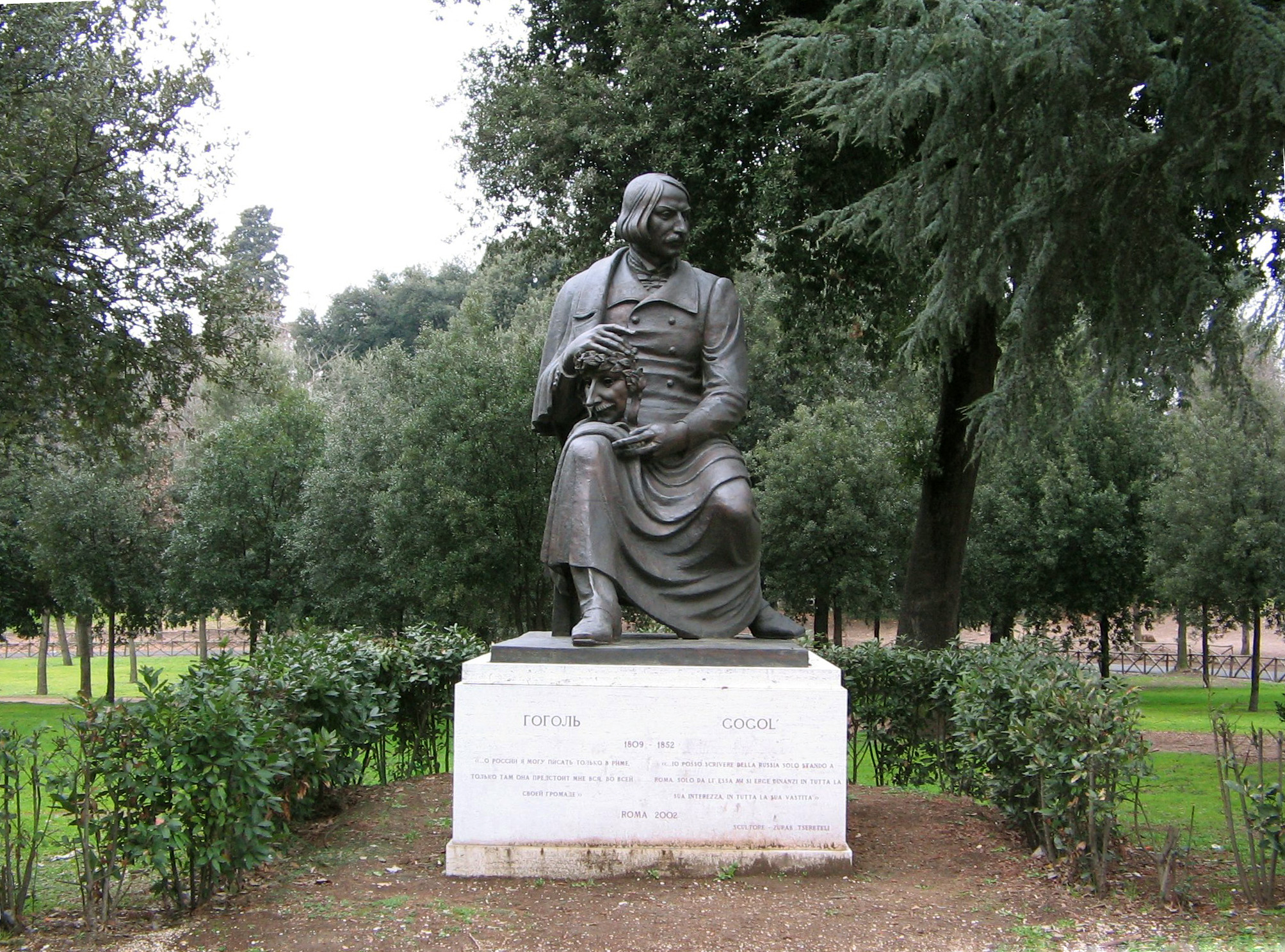
Una estàtua més convencional de Gógol als jardins de la Vila Borghese, Roma.

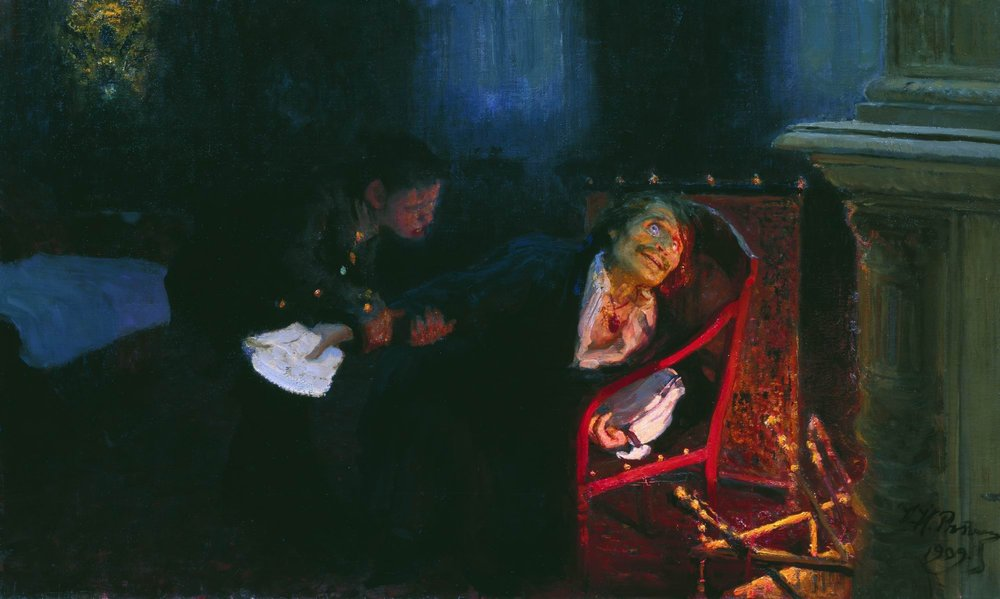
Gógol cremant el manuscrit de la segona part de Dead Souls, per Ilya Repin

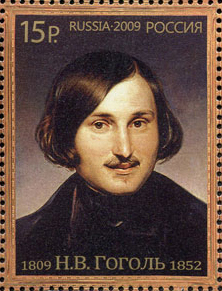
Segell postal, Rússia, 2009.

Va sorprendre Gógol que alguns crítics interpretessin L'Inspector com una acusació del tsarisme malgrat el patrocini de Nicolau I de l'obra. El mateix Gógol, un partidari del moviment eslavòfil, creia en una missió divina inspirada tant per a la Casa de Romànov com per a l'Església Ortodoxa Russa. Igual que Fiódor Dostoievski, Gógol no estava d'acord amb aquells russos que predicaven la monarquia constitucional i el desestabliment de l'Església Ortodoxa. Gógol va veure el seu treball com una crítica que canviaria Rússia per a millor.
Després de defensar l'autocràcia, la servitud i l'Església Ortodoxa en el seu llibre  Passatges seleccionats de la correspondència amb els seus amics (1847), Gógol va ser atacat pel seu antic patró Vissarion Belinski. El primer intel·lectual rus que va predicar públicament les teories econòmiques de Karl Marx, Belinski va acusar Gógol de trair els seus lectors defensant l'statu quo.

## Influència i interpretacions
Fins i tot abans de la publicació d' Ànimes Mortes, Belinski va reconèixer Gógol com el primer escriptor realista en rus i com a cap de l'Escola Natural, a la qual també va assignar autors més joves o menors com Gontxarov, Turguénev, Dmitri Grigoróvitx, Vladímir Dal i Vladímir Sollogub. El mateix Gógol va mostrar-se escèptic sobre l'existència d'aquest moviment literari. Tot i que va reconèixer "uns quants escriptors joves" que "han mostrat un desig particular d'observar la vida real", va reprendre la deficient composició i estil de les seves obres. No obstant això, les generacions posteriors de crítics radicals van celebrar Gógol (l'autor en el món del qual un nas ronda els carrers de la capital russa) com un gran realista, una reputació que l'Encyclopèdia Britannica va qualificar d'«el triomf de la ironia gògolesa».
El període del modernisme literari va veure un renaixement de l'interès i un canvi d'actitud cap a l'obra de Gógol. Una de les obres pioneres del formalisme rus va ser la reavaluació d'Eichenbaum de L'abric. En la dècada de 1920, un grup d'escriptors de contes russos, coneguts com els Germans Serapion, van col·locar Gógol entre els seus precursors i van intentar imitar conscientment les seves tècniques. Els principals novel·listes de l'època, en particular Ievgueni Zamiatin i Mikhaïl Bulgàkov, també admiraren Gógol i seguiren els seus passos. El 1926, Vsévolod Meierhold va escenificar L'inspector del Govern com una comèdia de l'absurda situació, revelant als seus fascinats espectadors un món corrupte d'autoengany interminable. El 1934, Andrei Beli va publicar l'estudi més meticulós de les tècniques literàries de Gógol fins a aquesta data, en el qual analitzava els colors que prevalien en l'obra de Gógol depenent del període, el seu ús impressionista dels verbs, la discontinuïtat expressiva de la seva sintaxi, els complicats patrons rítmics de les seves frases, i molts altres secrets del seu ofici. Basat en aquest treball, Vladímir Nabókov va publicar un resum de les obres mestres de Gógol.

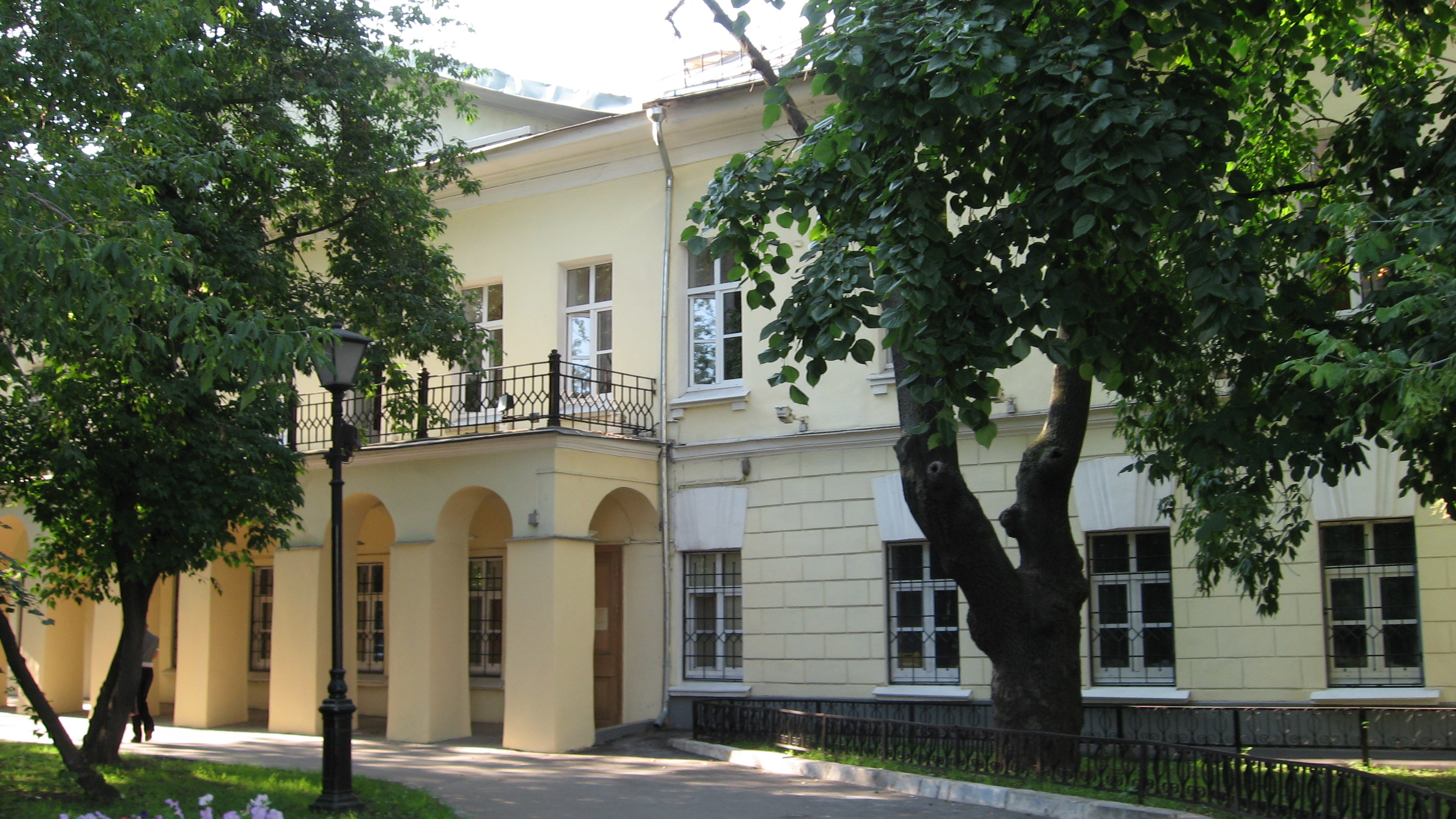
La casa de Moscou on Gógol va morir. L'edifici conté la llar de foc on va cremar el manuscrit de la segona part de Dead Souls.

L'impacte de Gógol en la literatura russa s'ha mantingut, però diversos crítics han apreciat les seves obres de manera diferent. Belinski, per exemple, va qualificar les seves històries de terror com a «obres moribundas i monstruoses», mentre que Andrei Beli les va comptar entre les seves creacions més atrevides estilísticament. Nabokov admirava especialment Ànimes Mortes, L'inspector del Govern, i L'abric com a obres de geni, proclamant que «quan, com en el seu immortal 'L'abric', Gógol es va deixar anar i va fer ceramisme feliç a la vora del seu abisme privat, es va convertir en el millor artista que Rússia ha produït encara». Els crítics tradicionalment interpretaven L'abric com una obra mestra del realisme humanitari, però Nabókov i uns quants altres lectors atents van argumentar que els forats en la llengua fan que la història sigui susceptible d'interpretació com un conte sobrenatural sobre un fantasmal doble d'un home petit. De totes les històries de Gógol, El nas ha desafiat obstinadament totes les interpretacions abstrusques: D.S. Mirsky la va declarar «una peça de pura obra, gairebé un pur disbarat» . En els últims anys, però, El nas es va convertir en objecte de diverses interpretacions postmodernistes i postcolonials.

Alguns crítics han parat atenció a l'aparent anti-semitisme en els escrits de Gógol, així com en els del seu contemporani, Fiódor Dostoievski. Felix Dreizin i David Guaspari, per exemple, en el seu The Russian Soul and the Jew: Essays in Literary Ethnocentrism, discuteixen «la importància dels personatges jueus i la imatge negativa de la comunitat jueva ucraïnesa a la novel·la de Gógol Taràs Bulba, assenyalant la inclinació de Gógol als prejudicis antijueus que prevalen en la cultura russa i ucraïnesa». A La Història de l'antisemitisme de Léon Poliakov, l'autor esmenta que
| « | El 'Yankel' de Taràs Bulba de fet es va convertir en l'arquetip de jueus de la literatura russa. Gógol el va pintar com a supremament explotador, covard i repulsiu, tot i que capaç de gratitud. Però sembla perfectament natural en la història que ell i les seves cohorts siguin ofegats al Dniéper pels senyors cosacs. Sobretot, Yankel és ridícul, i la imatge del pollastre arrancat que Gogol va utilitzar ha fet les rondes dels grans autors russos. | » |

Malgrat la seva representació de personatges jueus, Gógol va deixar una poderosa impressió fins i tot en els escriptors jueus que van heretar el seu llegat literari. Amelia Glaser ha notat la influència de les innovacions literàries de Gógol a Sholem Aleichem, qui 
| « | escollir per modelar gran part de la seva escriptura, i fins i tot la seva aparença, a Gógol... El que Sholem Aleichem estava manllevant de Gógol era un paisatge rural de l'Europa Oriental que podria haver estat perillós, però podria unir lectors a través del poder de la memòria col·lectiva. També va aprendre de Gógol per suavitzar aquest perill a través de riure, i sovint reescriu els personatges jueus de Gógol, corregint estereotips antisemites i narrant la història des d'una perspectiva jueva. | » |

### En música i cinema
L'obra de Gógol també ha tingut un impacte en la cultura no literària de Rússia, i les seves històries s'han adaptat nombroses vegades a l'òpera i al cinema. El compositor rus Alfred Schnittke va escriure la Suite de Gógol de vuit parts com a música escènica a L'inspector del Govern , i Dmitri Xostakóvitx va establir El nas com la seva primera òpera el 1928 - una elecció peculiar del tema per al que es pretenia iniciar la gran tradició de l'òpera soviètica. Més recentment, per celebrar el 200è aniversari del naixement de Gógol el 1809, el famós Theater an der Wien de Viena, va encarregar música i llibret per a una òpera de llarga durada sobre la vida de Gógol, del compositor i escriptor rus Lera Auerbach.
Més de 135 pel·lícules s'han basat en l'obra de Gogol, la més recent és The Girl in the White Coat(2011).

## Obres publicades en català
- 1934 L'Inspector (Ревизор), comèdia publicada per Quaderns Literaris
- 1984 Les ànimes mortes (Мёртвые души)
- 1986 El capot i altres relats petersburgesos (Шинель и другие петербургские повести)
- 1987 Taràs Bulba (Тарас Бульба)
- 1987 Diari d'un boig (Записки сумасшедшего)
- 1991 La fira de Sorotxintsi (Сорочинская ярмарка)
- 1992 El nas (Нос)
- 1997 Contes de Petersburg (Петербургские повести)
- 1998 Tres relats de Sant Petersburg (Три петербургские повести)
- 2019 Vetlles en un veïnat de Dikanka (Вечера на хуторе близ Диканьки)